# Literarisches Archiv
Literarisches Archiv war ab 1957 ein Sublabel der Schallplattenfirma Deutsche Grammophon Gesellschaft, unter welchem Literaturaufnahmen – in der Hauptsache gesprochene – veröffentlicht wurden. Einer der Mitbegründer dieser Marke war Ernst Ginsberg, der zu jener Zeit Leiter der Wortabteilung der Deutschen Grammophon war, dem eine „akustische Handbibliothek der Weltliteratur“ vorschwebte.

## Selbstverständnis
In einer auf den ersten Plattentaschen abgedruckten Selbstdarstellung hieß es zur Zielsetzung des Labels, man wolle
dem von ersten Interpreten gesprochenen Dichterwort gleiches Heimatrecht auf der Schallplatte verschaffen, wie es die Musik (...) besitzt. Nach einer Zeit, in der sich durch Hast und Mühsal um das Alltägliche die lebendige Beziehung zur Sprache und Dichtung zu lösen schien, ist es nun eine große und dankbare Aufgabe, einer drohenden Entfremdung entgegenzuwirken. Der Weg, der sich hier für das hörbar gemachte, gesprochene Wort auftut, führt in die Weite und Breite, in die Tiefe und Höhe der Dichtung der Welt. Für sie will das literarische Archiv um neues Interesse, neues Verständnis und neue Liebe werben.

## Erste Interpreten
Mit „ersten Interpreten“ waren in erster Linie Stars des Sprechtheaters und Autoren gemeint. Zu den Sprechern des literarischen Archivs gehörten in den Anfangsjahren neben Ernst Ginsberg z. B. Will Quadflieg, Maria Becker, Erich Ponto, Gottfried Benn oder Erich Kästner. Außerdem bediente man sich historischer Wort-Aufnahmen u. a. aus dem vorhandenen Katalog der Deutschen Grammophon, z. B. der Gesamtaufnahmen von Kabale und Liebe und der Gründgens-Inszenierung des Faust I, deren Erfolg in den Jahren zuvor die Gesellschaft auch wesentlich zur Gründung eines eigenen Literaturlabels ermutigt haben mag oder auch aufgezeichneten Lesungen Thomas Manns.

## Vom Wortlabel zum Literaturlabel
Zunächst als reines Wortlabel gedacht (vertonte Literatur erschien bis in die 1960er unter einem „Unter-Unterlabel“ Literarische Kleinkunst oder eben bei der Polydor) entwickelte sich das Literarische Archiv zu einem Literaturlabel, unter dem die Deutsche Grammophon sämtliche Aufnahmen der Kategorie „Literatur“ zusammenfasste, also auch gesungene literarische Texte, u. a. von Ernst Busch, Gisela May und Therese Giehse oder später Katja Ebstein, wie auch klassische Chansons des Kabaretts von Autoren wie Kästner oder Tucholsky. Allein Vertonungen literarischer Texte, die der Kategorie „Klassische Musik“ zuzurechnen waren, erschienen weiterhin unter dem Klassiklabel der DG.

## Andauernder Erfolg
Bis in die letzten Jahre waren Aufnahmen unter Literarisches Archiv, zuletzt auf CDs, im Handel erhältlich. Es war, bis sich durch die vermehrte Entstehung von Hörbuchverlagen ein komplett verändertes Bild auf dem Markt ergab, lange Zeit das bedeutendste Label für literarische Aufnahmen in Deutschland. Der Versuch die Marke auch im Ausland, so in Frankreich als Archive litteraire, zu etablieren, war hingegen weniger erfolgreich.